# NICAF
NICAF（ニカフ、英: Nippon International Contemporary Art Fair、国際コンテンポラリーアートフェア）は、日本における国際的なアートフェアの草分け的イベント。
2005年から開催されているアートフェア東京の前身。

## 概要
「人の心を豊かにする美術の啓蒙と発展」を目的として、1992年にパシフィコ横浜で第1回が開催された。
実行委員長は、当時の日本電波塔株式会社（現在の株式会社TOKYO TOWER）社長であった前田福三郎。総合プロデュースをSCAI THE BATHHOUSE代表の白石正美が務めた。ギャラリーたかぎの高木啓太郎が前田と白石の両氏を引き合わせて、日本では前例がなかった現代美術を中心とする国際的なアートフェアの開催が実現した。
その後も日本国内における現代アート市場の育成と啓蒙を視野にいれた活動を展開し、第5回（1997年）からは会場を東京国際フォーラムに移して第8回（2003年）まで開催された。

## 開催実績
- 1992年 NICAF YOKOHAMA'92 第1回国際コンテンポラリーアートフェア

- 1993年 NICAF YOKOHAMA'93 第2回国際コンテンポラリーアートフェア

- 1994年 NICAF YOKOHAMA’94 第3回国際コンテンポラリーアートフェア

- 1995年 NICAF YOKOHAMA’95 第4回国際コンテンポラリーアートフェスティバル

- 1997年 第5回 NICAF '97 Tokyo

- 1999年 第6回 NICAF '99 Tokyo

- 2001年 第7回 NICAF '01 Tokyo

- 2003年 第8回 NICAF '03 Tokyo